# Vatomandry
Vatomandry  est une ville et une commune urbaine malgache située dans la région de l'Est (province de Tamatave).

## Géographie
La commune se trouve, à vol d'oiseau, à environ 130 kilomètres au sud de Toamasina et à environ 160 kilomètres à l'est de la capitale Tananarive. 
Vatomandry est une ville et une commune urbaine située dans la région de l'Est, province de Toamasina (Tamatave). 
La ville est logée entre plages de l'océan Indien, une lagune, le canal des Pangalanes et la forêt tropicale.

## Climat

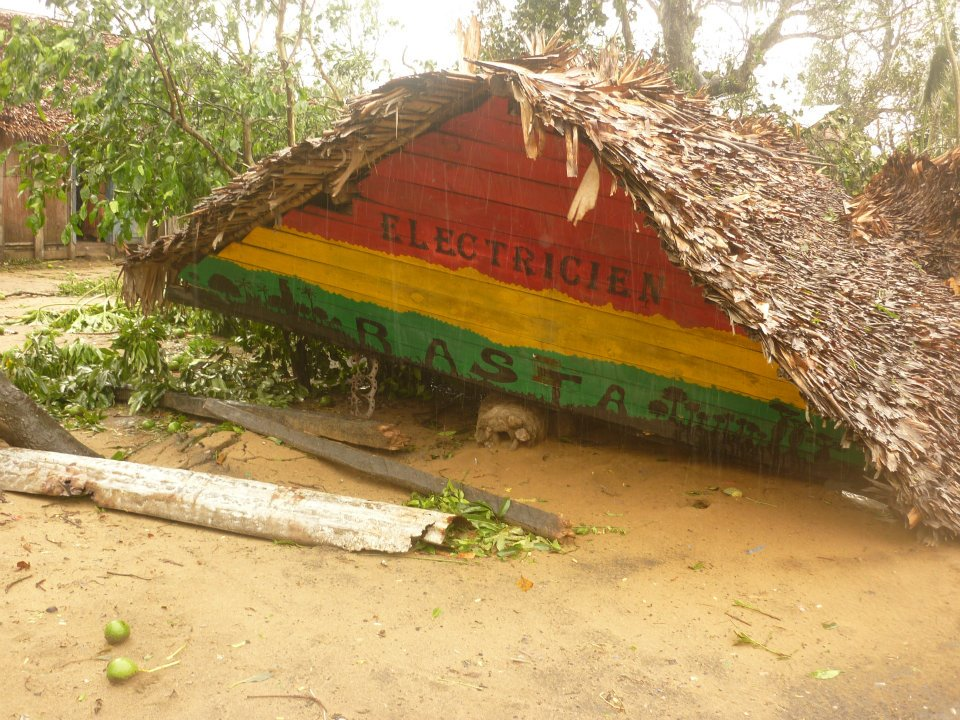
Garage détruit pendant le cyclone Giovanna en 2012.

Vatomandry bénéficie d'un climat tropical. Elle possède un climat de savane avec hiver sec (Aw) selon la classification de Köppen.  
La température moyenne annuelle est de 23,6 °C à Vatomandry. Sur l'année, la température moyenne à Vatomandry est de 24,2 °C et les précipitations sont en moyenne de 1 375,5 mm. À titre de comparaison à Paris, la température moyenne annuelle est de 12,3 °C et les précipitations sont en moyenne de 475 mm. 
Vatomandry est une ville avec une pluviométrie importante. De fortes averses s'y abattent toute l'année. Même lors des mois les plus secs, les précipitations restent assez importantes. Sur l'année, la précipitation moyenne est de 2 932 mm. Même dans le mois le plus sec, il y a beaucoup de pluie. Les précipitations à Vatomandry sont beaucoup plus importantes en été qu'elles ne le sont en hiver.  
Entre les mois de janvier et de mars, Vatomandry, comme toute la côte est de l'île, est exposé au tempêtes et cyclone tropicaux parfois ravageurs.  

### Meilleure période pour visiter
| Jan. | Fév. | Mars | Avr. | Mai | Juin | Juil. | Août | Sep. | Oct. | Nov. | Déc. |
| ---- | ---- | ---- | ---- | --- | ---- | ----- | ---- | ---- | ---- | ---- | ---- |
| E    | E    | D    | E    | E   | F    | F     | F    | F    | TF   | F    | E    |

Légende climat : Défavorable : D  , Peu favorable : PF ,  Envisageable : E , Favorable : F , Très favorable : TF
Les meilleurs mois pour visiter Vatomandry sont : juin, juillet, août, septembre, octobre, novembre.

## Histoire
Selon la légende, la petite île qui fait place, a été choisie par un roitelet de la région pour être sa place forte. Ce roitelet s'appelait i Mandry et c'est en voyant la petite île qu'il la fit sienne Vaton'i Mandry . « Ce rocher appartenait à i Mandry », disait-il.[réf. nécessaire]
Añalambahy, c'était le nom donné au village de Vatomandry (de vato : « pierre » et de mandry : « qui dort »), voilà bien longtemps. Le personnage de Mandry a joué un rôle historique dans le village auquel il a donné son nom. Ainsi, l'appellation de Vatomandry recouvre quelques aspects de l'histoire de la ville à la lumière de l'analyse narratologique de certains des récits recueillis auprès de différentes catégories de narrateurs. Par ailleurs, l'analyse des récits qui évoquaient la communauté ethnique tsitambala de Vatomandry, à certains moments de son passé, a mis en valeur les spécificités du discours narratif betsimisaraka du Sud. La narratologie, « science des récits », s'enrichit, par conséquent, de sa rencontre avec l'Histoire, de tradition orale, de la région de Vatomandry.[réf. nécessaire]
Le président Andry Rajoelina, a effectué sa première visite officielle dans la commune en novembre 2009.

## Administration
La commune est le chef-lieu du district homonyme.
Elle compte 115 fokontany.

## Religion
Vatomandry a été le siège d'une préfecture apostolique à partir du 18 juin 1935. Ce dernier a été transféré à Tamatave (aujourd'hui Toamasina) le 25 mai 1939.

## Personnalités liées à la commune
- Didier Ratsiraka (1936-2021), ancien Président de la république et militaire (surnommé « l'Amiral rouge ») y  est né en 1936.